# Dalem (Moselle)
Dalem is een gemeente in het Franse departement Moselle (regio Grand Est) en telt 637 inwoners (2011). De plaats maakt deel uit van het arrondissement Forbach-Boulay-Moselle.

## Geografie
De oppervlakte van Dalem bedraagt 7,4 km², de bevolkingsdichtheid is 78,0 inwoners per km².
De onderstaande kaart toont de ligging van Dalem (Moselle) met de belangrijkste infrastructuur en aangrenzende gemeenten.

## Demografie
Onderstaande figuur toont het verloop van het inwonertal (bron: INSEE-tellingen).